# 戦闘雨具

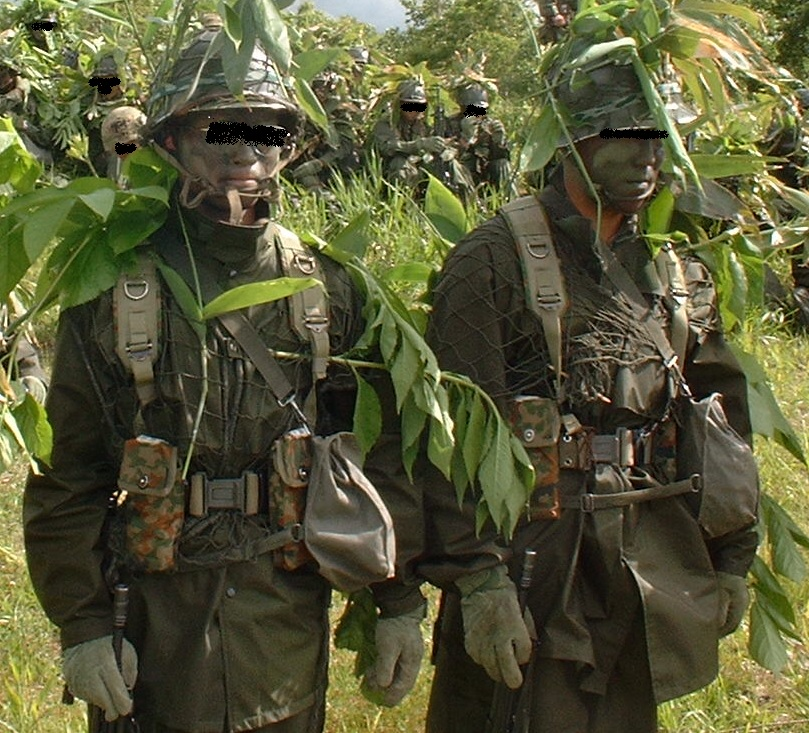
OD雨具を着用し擬装用の草などを付けた状態

戦闘雨具（せんとうあまぐ）とは、陸上自衛隊の戦闘装着セットに組み込まれている雨具のことである。同様のものが携帯雨具3型として装着セット充足部隊の隊員を除く全隊員に支給されている。通称セパレーツ・カッパ。
（別名：旧型は「わかめスーツ」・新型採用以降は「染みテックス」「ニセテックス」と揶揄される場合もある）

## 概要
以前はOD色のOD作業雨具が支給されていたが、戦闘装着セットが配備されるにつれ徐々に更新された。
OD作業雨具との最大の違いは迷彩になっている点で、これにより迷彩効果が格段に向上した。また、近年戦闘装着セットとして配備された物を中心にIR迷彩加工されているため赤外線暗視装置で視認されにくくなっている。
生地は迷彩プリントがされたナイロン製の布の内側に透湿素材が張り付けられ、さらにその内側に補強のメッシュが張り付けられている。ゴアテックスなどの他の透湿性素材同様表面が濡れると蒸気が蒸発できなくなるので蒸れやすくなる。

## 上衣
ボタンにより着脱可能なフードが付属し、かつてはボタン式であったが近年製造された物を中心に袖口はマジックテープにより絞ることができる。正面はファスナーとボタンにより止めることができる。2008年頃より肩章が追加され、当直腕章や補助官の肩章を装着できるようになっている。

## 下衣
ウェストはボタン止めで、ゴムで絞ることができる。正面はファスナーで開閉する。また、裾から足首若しくは膝の高さまで開閉できるファスナーが側面にあるため半長靴を履いた状態でも脱ぎ履きができるようになっている。裾はボタン若しくはマジックテープで絞ることができる。

## 旧型セパレーツ
OD色の生地を使用した雨具で、OD作業服が採用されると同時に雨具として配備された。袖と足首はプラスチック製のボタンで固定する方式であった。戦闘装着セットではなく被服の分類として使用されており、携帯雨具3型が支給されると同時に製造が中止されている。今では予備自衛官等の訓練で使用されている。

## 参考資料
- 内藤 修 , 花井 健朗『オールカラー陸海空自衛隊制服図鑑』並木書房、2006年。ISBN 978-4-89063-199-5。